# Ectima exilita
Ectima exilita är en fjärilsart som beskrevs av Hans Fruhstorfer 1908. Ectima exilita ingår i släktet Ectima och familjen praktfjärilar. Inga underarter finns listade i Catalogue of Life.